# Environnement en Autriche
L'environnement en Autriche est l'environnement (ensemble des éléments - biotiques ou abiotiques - qui entourent un individu ou une espèce et dont certains contribuent directement à subvenir à ses besoins) du pays Autriche.

## Impacts sur les milieux naturels

### Activités humaines

#### Agriculture
En 1999, les exploitations en agriculture biologique sont bien plus répandues en Autriche (9 % de l'ensemble des exploitations) que dans la plupart des autres pays de l'Union européenne (à l'exception de la Suède).

#### Transports
Fin 2021, un « ticket climat » illimité pour tous les transports en commun est mis en place. Il a demandé un investissement initial de 240 millions d’euros, et nécessitera 150 millions d’euros chaque année pour être prolongé. Un coût élevé, mais qui pourrait bénéficier d’un retour sur investissement énergétique et industriel. Par ailleurs, le réseau de transports publics va aussi être élargi. Ainsi, la Westbahn – liaison entre Salzbourg et Vienne – va doubler le nombre de ses trajets. L’ÖBB, compagnie de chemin de fer nationale, développe aussi ses services et les lignes de trains de nuit vont être étendues.

#### Destruction du glacier Pitztal
En 2019, un projet global de fusion des glaciers Pitztal-Ötztal et des domaines qui y sont rattachés est en cours. Le projet implique notamment le nivellement d'une surface d'environ 64 hectares du glacier de Pitztal, le plus haut glacier du Tyrol, pour former des pistes de ski.

### Pression sur les ressources non renouvelables
Jeudi 5 novembre, la Basse-Autriche – l’une des principales provinces autrichiennes, qui compte 1,65 million d’habitants – a annoncé couvrir l’intégralité de sa consommation d’électricité avec des énergies renouvelables, à savoir 63 % d’énergie hydraulique, 26 % d’éolien, 9 % de biomasse et 2 % de solaire.
En juin 2024, l’Autriche a annoncé la mise en place d’une commission pour se sevrer du gaz russe, qui représente toujours 90 % de ses importations plus de deux ans après le début de l’invasion de l’Ukraine.

## L'exposition aux risques

### Risques naturels
L'Autriche est exposée à de multiples aléas naturels : inondations, tempêtes, incendies, glissements de terrain...

### Risques technologiques
L'Autriche est affectée par les retombées de la catastrophe de Tchernobyl, directes ou amenées par des oiseaux ou animaux (bioturbation) de la Biélorussie et de l'Ukraine proche ou d'autres zones contaminées.

## Politique environnementale en Autriche
l’Autriche a renoncé à l’exploitation de l’énergie nucléaire, le 5 novembre 1978, par référendum.

### Évaluation environnementale globale
En 2015, l'organisation Global Footprint Network (GFN) indique que l'Autriche a un déficit écologique. La biocapacité par personne s'élève à environ 2,1 hag (hectare global par habitant), l'empreinte écologique par personne à 4,4 hag. C'est notamment le bilan carbone qui est légèrement supérieur à la capacité forestière.
Le jour du dépassement (date de l’année, calculée par l'ONG américaine Global Footprint Network, à partir de laquelle l’humanité est supposée avoir consommé l’ensemble des ressources que la planète est capable de régénérer en un an) du pays est le 9 avril. L'Autriche est l'un des pays dont la consommation dépasse le plus les capacités de la planète.